# Палм Спрингс (сериал)
Вижте пояснителната страница за други значения на Палм Спрингс.
„Палм Спрингс“ (на английски: Hidden Palms) е тийн драма.
В центъра на историята е Джони (в ролята Тайлър Хендли), бивш алкохолик чийто баща се е самоубил. Той скоро се влюбва в Грета, красиво но загадъчно момиче с много тайни.

## „Палм Спрингс“ в България
В България сериалът е излъчвен по Fox Life и е дублиран на български. В дублажа участват Камен Асенов и Николай Пърлев.
През 2008 г. започнаха повторенията му по GTV.
На 2 май 2009 г. повторенията му започнаха и по Fox Crime.